# Juegos Seculares
Los Juegos Seculares  fueron unas celebraciones religiosas en las que se realizaban sacrificios y se llevaban a cabo representaciones teatrales. Tenían parte en la antigua Roma durante tres días y tres noches, marcando así el final de un saeculum, es decir, el tiempo que se consideraba máximo de vida de un ser humano, 100 o 110 años.
De acuerdo con la mitología romana, los Juegos Seculares comenzaron cuando un sabino llamado Valesio, antecesor de la gens Valeria, rezó para que se curasen las enfermedades de sus hijos y las deidades le instaron a realizar un sacrificio en el Campo de Marte. Algunos autores indican que las primeras celebraciones oficiales de estos juegos se remontan al año 509 a. C., pero las únicas de las que se tiene la certeza fueron las celebradas en la República romana en 249 a. C. y en la década de los años 140 a. C. En ellas se realizaron numerosos sacrificios para los dioses del inframundo durante tres noches consecutivas.
Los juegos resurgieron en el 17 a. C. con Augusto como emperador romano, con los sacrificios nocturnos en el Campo de Marte para complacer a las deidades Moiras, Ilitía, la diosa de los partos y las comadronas, y Tellus, la diosa que personificaba la tierra. Los juegos de dicho año incluyeron sacrificios para los dioses romanos, los cuales se realizaban en la colina Capitolina y en el monte Palatino. Cada sacrificio era seguido por multitud de personas. Otros emperadores celebraron estos juegos en los años 88 y 204, en intervalos de ciento diez años. Además, Claudio en el año 47 celebró estos juegos para conmemorar el ochocientos aniversario de la fundación de Roma, lo que hizo que hubiese un segundo ciclo de juegos, realizándose en los años 148 y 248. Los juegos fueron abandonados tras la llegada de los emperadores cristianos.

## La República
Como se indicó anteriormente y de acuerdo con la mitología romana, el sabino Valesio pidió a los dioses que curasen las enfermedades de sus hijos, ofreciendo incluso en sus plegarias su propia vida con tal de salvar la de sus vástagos. Una voz le dijo que marcharan a Tarento, para hacerle beber a sus hijos agua del río Tíber entre los futuros altares de Dis Pater y Proserpina. Tras escuchar esa voz, decidió partir con sus hijos a Tarento, al sur de Italia. Cuando estuvieron cerca del río, la voz les ordenó parar en el Campo de Marte, ubicado en la región, que también era llamado Tarento. Fue entonces cuando Valesio cogió agua y se la dio a beber a sus hijos, quienes sanaron milagrosamente. Todos cayeron inmediatamente después en un profundo sueño. Cuando se levantaron, le comunicaron a Valesio que una figura se les apareció en sueños pidiéndoles sacrificios de animales negros para rendir culto a Dis Pater y Proserpina. Tras excavar en el lugar encontraron ambos altares, hasta entonces ocultos, consumando así la petición que le hizo esa figura.
Las celebraciones de dichos juegos durante la república romana no están bien documentadas. Mientras que numerosos antiguos historiadores romanos citan la primera en el año 509 a. C., numerosos historiadores de la actualidad indican que los primeros Juegos Seculares de los que se tienen constancia, realmente datan del año 249 a. C., durante la primera guerra púnica. De acuerdo con Marco Terencio Varrón, un polígrafo romano del primer siglo antes de Cristo, los juegos fueron introducidos mediante una serie de presagios debido a una consulta a los libros Sibilinos y al Quindecemviri sacris faciundis. De acuerdo a las instrucciones contenidas en esos libros, los sacrificios se realizaban en Tarento, concretamente en el Campo de Marte, durante tres noches consecutivas para la adoración a las deidades ctónicas Dis Pater y Proserpina. Varrón también indica que se hizo un juramento que tuvo como finalidad el cumplimiento de que se debían celebrar cada cien años, aunque otra celebración tuvo lugar en el 149 a. C. o 146 a. C., al mismo tiempo que la tercera guerra púnica. No obstante, Beard, North y Price sugieren que los juegos del año 249 a. C. y 140 a. C. tuvieron lugar debido a las fuertes presiones ejercidas por las guerras, y es sólo hasta después de la realización de esta última cuando ya se considera una ceremonia centenaria y ante todo regular, aunque podía no haber sido así, ya que iba a haber otros juegos en el año 49 a. C., si bien finalmente la guerra civil aparentemente privó de que tuviera lugar.

## César Augusto
Los juegos resurgieron el 17 a. C. con César Augusto al mando. Esta fecha está justificada por los libros Sibilinos, que como oráculo clamaba que los juegos habían de celebrarse cada 110 años. Los nuevos juegos fueron una reconstrucción de los primeros juegos de la época republicana.
Antes de los juegos mismos, los heraldos iban a la ciudad e invitaban a la gente a ser testigos de un espectáculo que, en palabras de ellos, nunca más podrían volver a ver. El quindecimviri se decidió asentar en la colina capitolina, y en el Templo de Apolo, situado en el monte Palatino. Asimismo, ordenó que para las antorchas de los ciudadanos se debía usar como combustible sulfuro y asfalto, como símbolo de la purificación, lo que pudo haber sido acordado tras unos rituales de purificación que se hicieron en las fiestas de la Parilia en el aniversario de la fundación de Roma. También se hicieron ofrendas de trigo, cebada y habas.
El Senado decretó que para inscribir un registro para los Juegos, tenían que haberse producido en Tarentum para ser fruto de información para la posteridad. Asimismo, los sacrificios nocturnos no irían esta vez destinado a las deidades Dis Pater y Proserpina, en detrimento de Moiras, Ilitía, la diosa de los nacimientos y las comadronas, y Tellus. Esto se debe a que eran “honores más benevolentes, que no obstante compartieron con Dis Pater y Proserpina las características griegas en lo referente a nomenclatura aunque sin culto en el estado romano”. Estos sacrificios nocturnos a deidades griegas en el Campo de Marte se alternaban con los sacrificios diurnos a los dioses romanos en la colina Capitolina y el monte Palatino.
| Fecha      | Periodo  | Ubicación         | Deidades implicadas | Sacrificios                             |
| ---------- | -------- | ----------------- | ------------------- | --------------------------------------- |
| 31 de mayo | Nocturno | Campo de Marte    | Moiras              | 9 corderos hembra, 9 cabras hembra      |
| 1 de junio | Diurno   | Colina Capitolina | Júpiter             | 2 toros                                 |
| 1 de junio | Nocturno | Campo de Marte    | Ilitía              | 27 libum (9 de cada uno de los 3 tipos) |
| 2 de junio | Diurno   | Colina Capitolina | Juno                | 2 vacas                                 |
| 2 de junio | Nocturno | Campo de Marte    | Tellus              | Cerdo hembra embarazada                 |
| 3 de junio | Diurno   | Monte Palatino    | Apolo y Diana       | 27 libum (9 de cada uno de los 3 tipos) |

Las reglas para los juegos eran impuestas por Augusto y su sobrino Marco Vipsanio Agripa, los cuales eran miembros del grupo quindecemviri sacris facundis. Augusto participaba solo en los sacrificios nocturnos, pero estaba acompañado por Agripa en los que se realizaban durante el día. Después de los sacrificios del 3 de junio, carros llenos de niños y niñas cantaban el Carmen Saeculare, compuesto para la ocasión por el poeta Horacio. Este himno sonó tanto en el Palatino como en la colina Capitolina, aunque las palabras del poema iban más dirigidas a las deidades ubicadas en el primer sitio, Apolo y Diana, que estaban menos asociadas con Augusto. El himno alcanzó un mayor nivel de complejidad, porque se alternó para los sacrificios hacia las deidades griegas y romanas, nombrando a las griegas con nombres latinos.
Cada sacrificio era seguido por un coro. Una vez que en la primera semana se dieron por finalizados los grandes sacrificios, entre el 5 de junio y el 11 de junio se rendía culto a los dioses griegos y latinos, y el 12 de junio se podían ver carreras de carros, dispuestos para la caza.

## Las últimas celebraciones

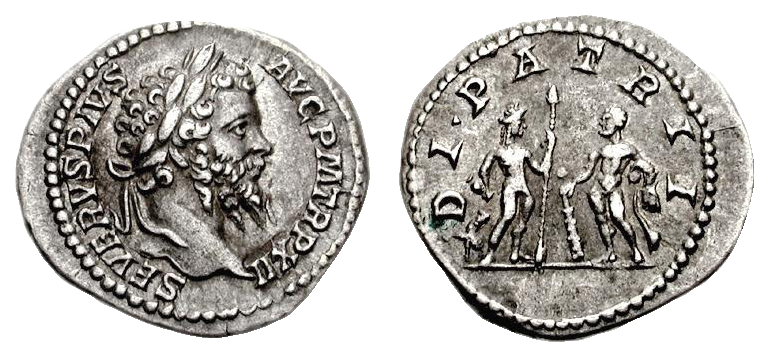
Denario acuñado por Septimio Severo en Roma en 204 para conmemorar la celebración de los ludi saeculares.

Los juegos se continuaron celebrando después con otros emperadores, pero se usaron diferentes sistemas, concretamente dos, para determinar sus fechas. Claudio organizó los juegos para el año 47 para celebrar el 800 aniversario de la fundación de Roma. De acuerdo con Suetonio, la proclamación que hacían los heraldos de un espectáculo "que no volvería nadie más a verlo una segunda vez" emocionaba tanto a los que los escuchaban que asistían a los juegos.
Con los siguientes emperadores, los juegos eran celebrados tanto con el sistema augustano como con el claudiano. Domiciano celebró los juegos en el año 88, probablemente para poder celebrar 110 años después otra celebración en 22, continuando las fechas en las que lo celebró Septimio Severo en el año 204, 220 años antes de la celebración.
Antonino Pío en el año 148 y Filipo el Árabe en el 248, continuaron la celebración de los aniversarios de la fundación de Roma iniciados por Claudio. Estas dos celebraciones se realizaron en el Templo de Venus y Roma, y la fecha del inicio de la celebración se trasladó al 21 de abril para que se celebrase junto a la Parilia.
En el año 314, 110 años después de la celebración de los juegos por parte de Septimio, el emperador cristiano Constantino I decidió no celebrar los juegos. El historiador pagano Zósimo (Floruit c. 498–518), que escribió detalladamente todo lo relacionado con los juegos, achacó esta negativa a la decadencia del Imperio romano. El historiador actual Paul Veyne lo relaciona con la política religiosa de Constantino, convertido al cristianismo, que estaba encaminada a «a preparar al mundo romano para un futuro cristiano».